# Pomnik Wojenny w Kranji
Pomnik Wojenny w Kranji (ang. Kranji War Memorial, malaj. Tanah Perkuburan Perang Kranji) – pomnik wojenny zbudowany w 1946 roku, odsłonięty 2 marca 1957 roku, położony przy 9 Woodlands Road w Kranji w północnym Singapurze, poświęcony mężczyznom i kobietom ze Zjednoczonego Królestwa, Australii, Kanady, Indii, Malajów, Sri Lanki, Holandii i Nowej Zelandii, którzy zginęli w obronie Singapuru i Malajów podczas japońskiej inwazji na przełomie 1941 i 1942 roku w czasie II wojny światowej. Składa się z Cmentarza Wojennego Kranji, Ścian Pamięci, Cmentarza Państwowego oraz Grobów Wojskowych. 

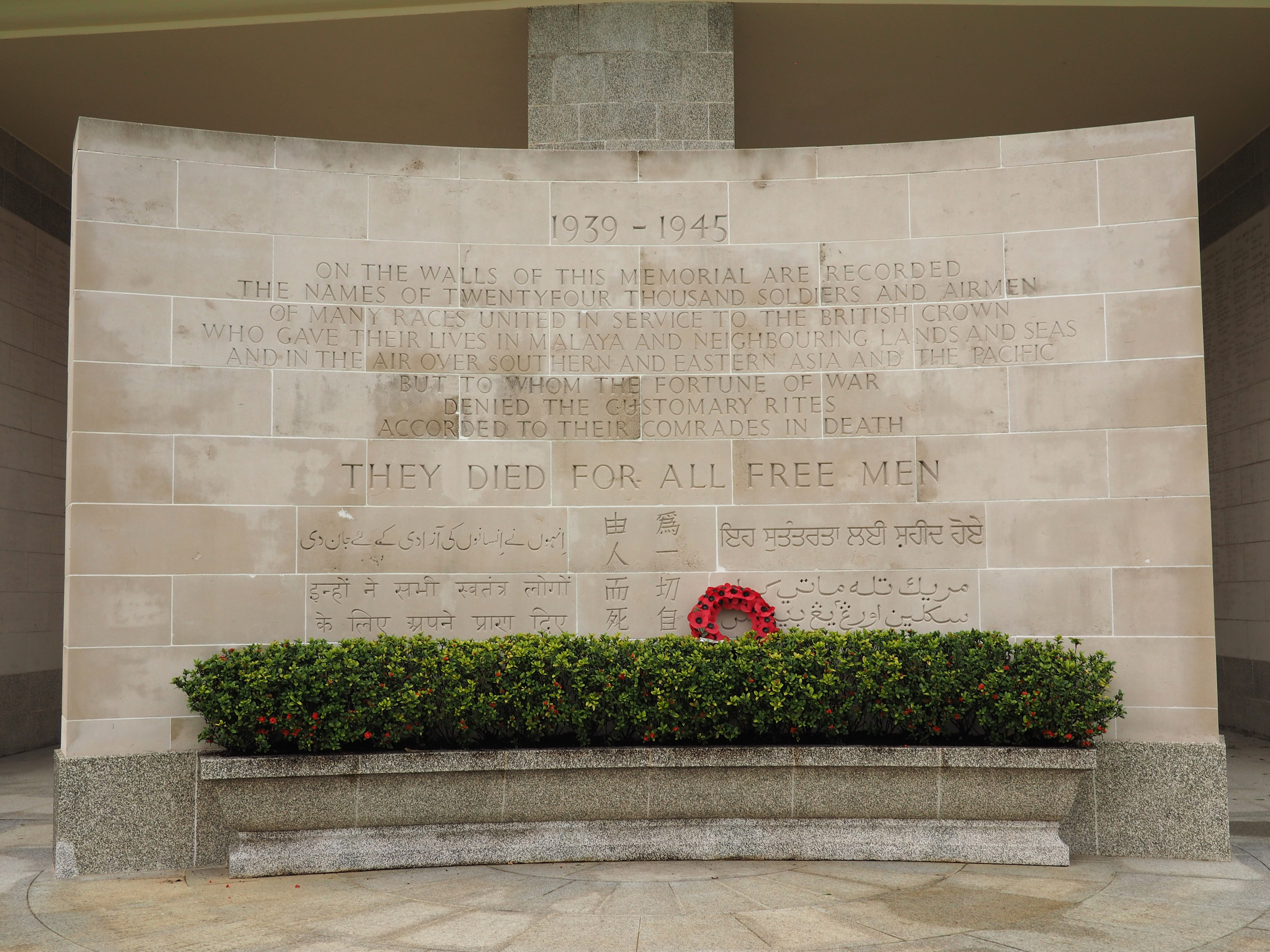
Inskrypcja

Pomnik Wojenny zaprojektował Colin St Clair Oakes; obiekt został wykonany z granitu, reprezentuje trzy rodzaje sił zbrojnych: Siły Powietrzne, Wojska Lądowe i Marynarkę Wojenną. Kolumny przedstawiają Wojska Lądowe, których żołnierze maszerują w kolumnach. Przykrycie kolumn stanowi dach w kształcie skrzydeł samolotu, co ma reprezentować Siły Powietrzne, zaś centralna pionowa ściana, wyrastająca wysoko ponad dach, kształtem przypominająca kiosk okrętu podwodnego, symbolizuje Marynarkę Wojenną. Sięga ona 24 metrów i zakończona jest gwiazdą. 
Na ścianach pomnika, po obu stronach 12 kolumn, umieszczonych jest ponad 24 346 nazwisk żołnierzy alianckich, których ciał nigdy nie odnaleziono, w tym nazwiska 191 lotników kanadyjskich. 
Od frontu, pośrodku pomnika, znajduje się umieszczona prostopadle do kolumn ściana z napisem:
"Na ścianach tego pomnika zapisane są nazwiska dwudziestu czterech tysięcy żołnierzy i lotników wielu ras, zjednoczonych w służbie brytyjskiej koronie, którzy oddali swe życie na Malajach i sąsiednich lądach i morzach i w powietrzu nad południową i wschodnią Azją i Pacyfikiem, lecz którym losy wojny zabrały możliwość zwyczajowych ceremonii przysługujących ich towarzyszom w śmierci. Zginęli za wszystkich wolnych ludzi."
Tereny Pomnika Wojennego Kranji są utrzymywane przez Komisję Grobów Wojennych Wspólnoty Brytyjskiej. Dostęp do tego miejsca jest możliwy jedyne od strony Woodlands Road, tej samej drogi, którą 9 lutego 1942 roku, należące do dowodzonej przez generała Tomoyuki Yamashity japońskiej 25 armii, dwie dywizje Gwardii Imperialnej wkroczyły do Singapuru.
Co roku, w niedzielę będącą najbliższą dniu 11 listopada, który jest Dniem Pamięci, odbywa się w tym miejscu uroczystość żałobna poświęcona pamięci poległych.